# Giessenlanden
Giessenlanden és un municipi de la província d'Holanda del Sud, al sud dels Països Baixos. L'1 de gener del 2009 tenia 14.387 habitants repartits sobre una superfície de 65,12 km² (dels quals 1,55 km² corresponen a aigua). Limita al nord amb Liesveld i Zederik, a l'oest amb Graafstroom, a l'est amb Leerdam i al sud amb Hardinxveld-Giessendam, Gorinchem i Lingewaal (Gelderland).

## Centres de població
Arkel, Giessenburg, Giessen-Oudekerk, Hoogblokland, Hoornaar (ajuntament), Noordeloos i Schelluinen.

## Ajuntament
- PvdA 4 regidors
- VVD 3 regidors
- ChristenUnie 3 regidors
- CDA 3 regidors
- Gemeentebelangen 1 regidor
- SGP 1 regidor